# Johannes Harviken
Johannes Harviken, auch Johs Harviken, (* 6. April 1943 in Elverum, Hedmark) ist ein ehemaliger norwegischer Skilangläufer.

## Karriere
Mit der Staffel seines Heimatvereins Hernes IL wurde er 1967 Landesmeister über 4 × 10 km. 1970 wurde Harviken norwegischer Meister im 30-km-Einzelrennen.
1972 nahm er an den Olympischen Winterspielen in Sapporo teil.
Im Einzelrennen über 30 km gewann er die Bronzemedaille. Mit der 4 × 10-km-Staffel gewann er gemeinsam mit Oddvar Brå, Pål Tyldum und Ivar Formo olympisches Silber. Über die Distanz von 15 km belegte er den 15. Platz.